# Surclassée
Pour plus de détails, voir Fiche technique et Distribution.
Surclassée (Upgraded) est un film américain réalisé par Carlson Young, sorti en 2024.

## Synopsis
Ana, une ambitieuse stagiaire de l'art, veut impressionner sa patronne Claire. Elle est invitée en dernière minute pour un voyage d'affaires à Londres et fait la rencontre William dans l'avion.

## Fiche technique
- Titre : Surclassée
- Titre original : Upgraded
- Réalisation : Carlson Young
- Scénario : Christine Lenig, Justin Matthews et Luke Spencer Roberts
- Musique : Isom Innis
- Photographie : Mike Stern Sterzynski
- Montage : Bruce Green
- Production : René Besson, Neil Jones, Lena Roklin et Piers Tempest
- Société de production : Gulfstream Pictures
- Pays :  États-Unis
- Genre : Comédie romantique
- Durée : 104 minutes
- Dates de sortie : 
  - Amazon Prime Video : 9 février 2024

## Distribution
- Camila Mendes : Ana
- Archie Renaux : William
- Marisa Tomei : Claire
- Lena Olin : Catherine
- Anthony Head : Julian Marx
- Thomas Kretschmann : Arnold Grant
- Grégory Montel : Gerard Abel
- Rachel Matthews : Suzette
- Fola Evans-Akingbola : Renee
- Aimee Carrero : Vivian
- Andrew Schulz : Ronnie
- Saoirse-Monica Jackson : Amy
- Jack Hewitt : Billy
- Renny Krupinski : Joe
- Paul Hawkyard : Percy
- Declan O'Connor : John Lammington
- Liamn Burke : Robert

## Accueil
Le film a reçu un accueil mitigé de la critique. Il obtient un score moyen de 59 % sur Metacritic.